# SCAND1
SCAND1 (англ. SCAN domain containing 1) – білок, який кодується однойменним геном, розташованим у людей на короткому плечі 20-ї хромосоми. Довжина поліпептидного ланцюга білка становить 179 амінокислот, а молекулярна маса — 19 082.
| 10         |  | 20         |  | 30         |  | 40         |  | 50         |
| ---------- |  | ---------- |  | ---------- |  | ---------- |  | ---------- |
| MAATEPILAA |  | TGSPAAVPPE |  | KLEGAGSSSA |  | PERNCVGSSL |  | PEASPPAPEP |
| SSPNAAVPEA |  | IPTPRAAASA |  | ALELPLGPAP |  | VSVAPQAEAE |  | ARSTPGPAGS |
| RLGPETFRQR |  | FRQFRYQDAA |  | GPREAFRQLR |  | ELSRQWLRPD |  | IRTKEQIVEM |
| LVQEQLLAIL |  | PEAARARRIR |  | RRTDVRITG  |  |            |  |            |

A: Аланін

C: Цистеїн

D: Аспарагінова кислота

E: Глутамінова кислота

F: Фенілаланін

G: Гліцин

I: Ізолейцин

K: Лізин

L: Лейцин

M: Метіонін

N: Аспарагін

P: Пролін

Q: Глутамін

R: Аргінін

S: Серин

T: Треонін

V: Валін

W: Триптофан

Локалізований у ядрі.